# Lesotho Defence Force Football Club
Maillots
Actualités
Le Lesotho Defence Force Football Club est un club lésothien de football basé à Maseru, la capitale du pays.

## Historique
Fondé à Maseru en 1974 sous le nom de Lesotho Paramilitary Forces FC, l'équipe représente les forces armées du Lesotho et la majorité de ses membres sont des soldats. C'est l'un des clubs les plus titrés du pays avec dix championnats et cinq Coupes du Lesotho.
Il change de nom en 1985 pour devenir le Lesotho Defence Force Football Club.
Au niveau international, les bons résultats en championnat et en Coupe ont permis au club de participer régulièrement aux compétitions organisées par la CAF, sans jamais cependant parvenir à dépasser le premier tour.

## Palmarès
- Championnat du Lesotho (10) :
  - Vainqueur : 1983, 1984, 1987, 1990, 1994, 1997, 1998, 1999, 2001 et 2004
  - Vice-champion : 2008, 2009, 2011, 2012

- Coupe du Lesotho (4) :
  - Vainqueur : 1986, 1988, 1990 et 2000
  - Finaliste : 2007